# 全日本自動車産業労働組合
全日本自動車産業労働組合（ぜんにほん じどうしゃさんぎょう ろうどうくみあい）は、日本において、戦後初期（1948年 - 1954年）に自動車産業労働者を組織していた産業別労働組合。略称は全自、英語名称はAll Japan Automobile Workers Union (JAWU)を用いていた。機関紙は『全自動車』。1953年初頭の分会数は99、組合員数は3万人ほどであった。

## 歴史
1948年3月、日産自動車・トヨタ・いすゞの労働組合が中心となり結成される。企業別労働組合の連合体の性格が強かったが、組織的には個人加盟の形をとり、また各単組は分会へと名称変更するなど産業別組合の実質化を志向していた。
産別会議には参加していなかったが、全労連に加盟し、その中核組織であると自ら認じていた。GHQの意を受けた法務府特審局による解散命令によって全労連が解散させられた後は「戦線統一懇談会」を提唱し、旧全労連加盟組合にこだわらない労働戦線の統一を目指し、平和運動にも積極的に取り組むことになる。
総同盟などが全労連を脱退した後に結成した総評に対しては右からの統一だと批判していた。しかし、高野実事務局長下の総評が「ニワトリからアヒルへ」といわれる左旋回したことを受け、1952年12月に総評加盟。以後「総評最左派」の一翼を担う。
1952年夏には同一労働同一賃金などを柱とした「賃金原則（賃金三原則）」を発表し、積極的な賃金闘争を進めるが、1953年の日産争議の敗北で大きな痛手を受ける。以後、日産分会への闘争資金の貸付金返済問題（いわゆる「借金返済問題」）への対応をめぐって組織が分裂し、1954年12月に解散。
| 委員長名 | 期間           | 出身組織 |
| -------- | -------------- | -------- |
| 中村秀弥 | 1948.3-1950.4  | 日産     |
| 益田哲夫 | 1950.4-1953.4  | 日産     |
| 宮島貞利 | 1953.4-1954.4  | トヨタ   |
| 岩渕達也 | 1954.4-1954.12 | トヨタ   |

## 自動車総連
現在の自動車産業の産別である全日本自動車産業労働組合総連合会（自動車総連）とは断絶した関係にあり、総連は全自に対して否定的なスタンスに立っている。